# Bölsträsket
Bölsträsket är en sjö i Kalix kommun i Norrbotten och ingår i Töreälvens huvudavrinningsområde. Sjön har en area på 1,02 kvadratkilometer och ligger 9 meter över havet. Sjön avvattnas av vattendraget Töreälven (Tallån).

## Delavrinningsområde
Bölsträsket ingår i det delavrinningsområde (733238-181150) som SMHI kallar för Utloppet av Bölsträsket. Medelhöjden är 24 meter över havet och ytan är 13,93 kvadratkilometer. Räknas de 20 avrinningsområdena uppströms in blir den ackumulerade arean 446,86 kvadratkilometer. Avrinningsområdets utflöde Töreälven (Tallån) mynnar i havet. Avrinningsområdet består mestadels av skog (70 procent) och öppen mark (12 procent). Avrinningsområdet har 1,18 kvadratkilometer vattenytor vilket ger det en sjöprocent på 8,4 procent. Bebyggelsen i området täcker en yta av 0,29 kvadratkilometer eller 2 procent av avrinningsområdet.